# Glenn Middleton
Glenn Bell Dollar Middleton (Northampton, 1º gennaio 2000) è un calciatore scozzese, attaccante o centrocampista del Dundee Utd.

## Caratteristiche tecniche
È un'ala sinistra.

## Carriera

### Club
Ha giocato nella prima divisione scozzese.

### Nazionale
Ha giocato nelle nazionali giovanili scozzesi Under-16, Under-17 ed Under-19.
Il 12 ottobre 2018 ha esordito con la nazionale Under-21 scozzese disputando il match di qualificazione per gli Europei del 2019 contro l'Ucraina.

## Statistiche

### Presenze e reti nei club
Statistiche aggiornate al 17 maggio 2025.
| Stagione             | Squadra              | Campionato           | Campionato | Campionato | Coppe nazionali | Coppe nazionali | Coppe nazionali | Coppe continentali | Coppe continentali | Coppe continentali | Altre coppe | Altre coppe | Altre coppe | Totale | Totale |
| Stagione             | Squadra              | Comp                 | Pres       | Reti       | Comp            | Pres            | Reti            | Comp               | Pres               | Reti               | Comp        | Pres        | Reti        | Pres   | Reti   |
| -------------------- | -------------------- | -------------------- | ---------- | ---------- | --------------- | --------------- | --------------- | ------------------ | ------------------ | ------------------ | ----------- | ----------- | ----------- | ------ | ------ |
| 2018-2019            | Rangers              | SP                   | 15         | 2          | CS+CdL          | 1+2             | 0+2             | UEL                | 10                 | 1                  |             | -           | -           | 28     | 5      |
| 2019-gen. 2020       | Hibernian            | SP                   | 6          | 0          | CS+CdL          | 0+2             | 0               |                    | -                  | -                  |             | -           | -           | 8      | 0      |
| gen.-giu. 2020       | Bradford City        | FL2                  | 3          | 0          |                 | -               | -               |                    | -                  | -                  |             | -           | -           | 3      | 0      |
| 2020-gen. 2021       | Rangers              | SP                   | 0          | 0          | CS+CdL          | 0+1             | 0               | UEL                | 0                  | 0                  |             | -           | -           | 1      | 0      |
| Totale Rangers       | Totale Rangers       | Totale Rangers       | 15         | 2          |                 | 4               | 2               |                    | 10                 | 1                  |             | -           | -           | 29     | 5      |
| gen.-giu. 2021       | St. Johnstone        | SP                   | 9          | 2          | CS              | 4               | 1               |                    | -                  | -                  |             | -           | -           | 13     | 3      |
| 2021-2022            | St. Johnstone        | SP                   | 28+2       | 1+0        | CS+CdL          | 1+2             | 0+1             | UECL               | 2                  | 0                  |             | -           | -           | 35     | 2      |
| Totale St. Johnstone | Totale St. Johnstone | Totale St. Johnstone | 37+2       | 3+0        |                 | 7               | 2               |                    | 2                  | 0                  |             | -           | -           | 48     | 5      |
| 2022-2023            | Dundee Utd           | SP                   | 29         | 2          | CS+CdL          | 2+2             | 1+1             | UECL               | 2                  | 1                  |             | -           | -           | 35     | 5      |
| 2023-2024            | Dundee Utd           | SC                   | 36         | 4          | CS+CdL          | 1+4             | 0               |                    | -                  | -                  | SCC         | 3           | 1           | 44     | 5      |
| 2024-2025            | Dundee Utd           | SP                   | 29         | 2          | CS+CdL          | 1+6             | 0               |                    | -                  | -                  |             | -           | -           | 36     | 2      |
| Totale Dundee Utd    | Totale Dundee Utd    | Totale Dundee Utd    | 94         | 8          |                 | 16              | 2               |                    | 2                  | 1                  |             | 3           | 1           | 115    | 12     |
| Totale carriera      | Totale carriera      | Totale carriera      | 157        | 13         |                 | 29              | 6               |                    | 14                 | 2                  |             | 3           | 1           | 203    | 22     |

## Palmarès

### Club

#### Competizioni nazionali
- Coppa di Scozia: 1

St. Johnstone: 2020-2021
- Coppa di Lega scozzese: 1

St. Johnstone: 2020-2021
- Scottish Championship: 1

Dundee United: 2023-2024